# Andrena aino
Andrena aino là một loài Hymenoptera trong họ Andrenidae. Loài này được Tadauchi, Hirashima & Matsumura mô tả khoa học năm 1987.